# Fushë-Krujë
Fushë-Krujë – miasto w Albanii, w okręgu Krujë, obwodzie Durrës. Jako wieś znana już w XVI w. Prawa miejskie posiada od 1970. 
W 2006 r. miasto liczyło około 11 tys. mieszkańców. W centrum miasta znajduje się pomnik George’a Busha.